# 奧勒岡州州徽
奧勒岡州州徽是美國奧勒岡州的官方徽章。在1857年─奧勒岡州加入美國二年前─由哈維·戈登設計而成。在使用這徽章前有臨時政府的鮭魚徽及奧勒岡地區徽。州徽由奧勒岡州憲法第六章制定。

## 歷史

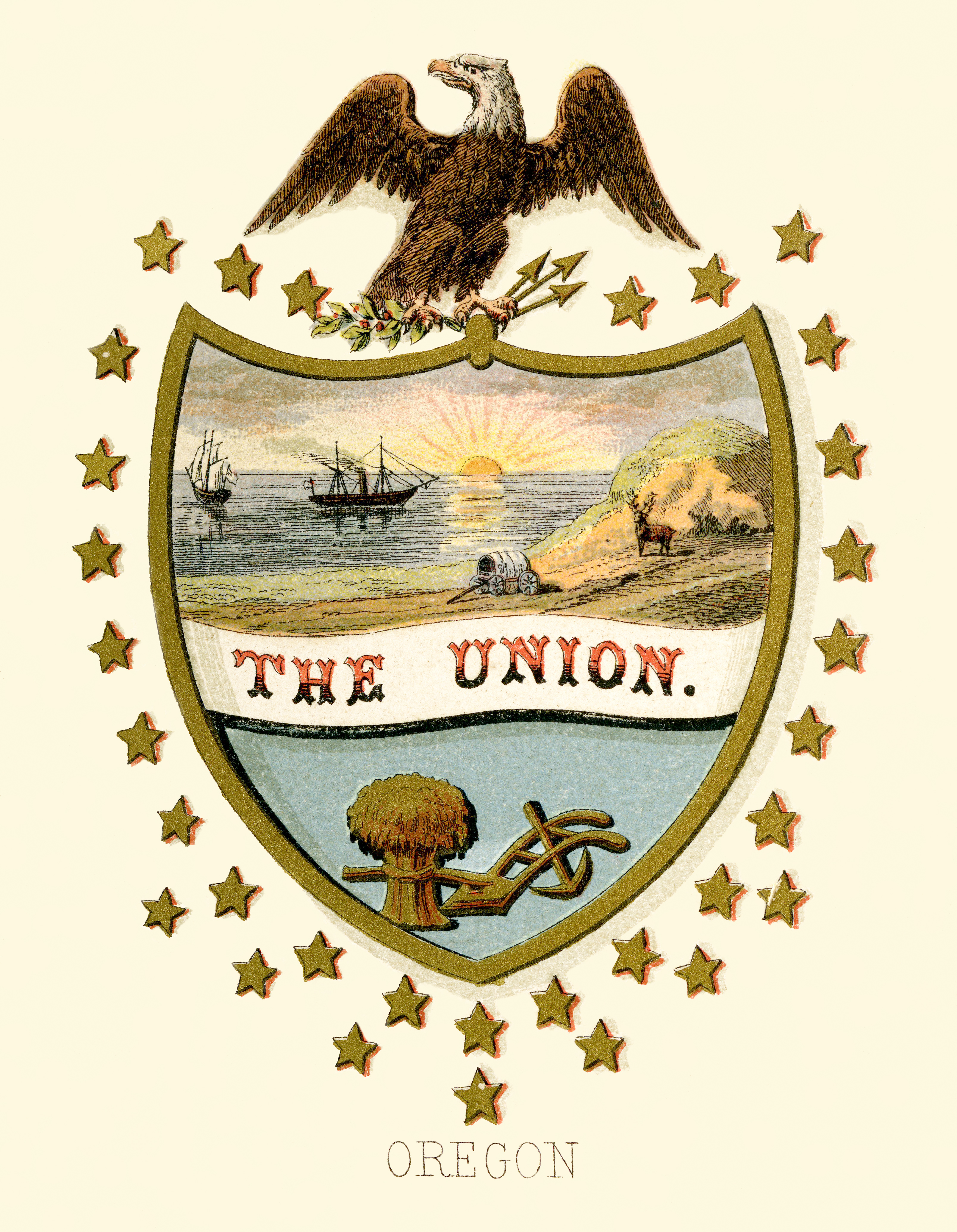
奧勒岡州前州徽

奧勒岡的首面徽章是在1843年至1849年間的臨時政府時期使用。該政府使用繪有三束穀物與一隻鮭魚的鮭魚徽。鮭魚在下，上有"Oregon"字樣。鮭魚象徵漁業，而穀物象徵農業。設計在英美間的奧勒岡邊界爭議保持中立。這面徽章持續使用至1849年奧勒岡地區建立，地區政府到來時。
隨著1849年行政首長約瑟夫·連恩的到來，地區政府控制了整個區域。 該年政府採用包含格言與許多圖案的新徽。中間是航行中的船隻，象徵商業；上方是海貍，象徵歷史記載中早期奧勒岡的皮草貿易；左側是美洲原住民，左側是老鷹。在海貍上有一橫幅，上有拉丁文格言Alis Volat Propriis，譯為「她以自己的翅膀飛翔」。周圍底部有五星，上方則有Seal of the Territory of Oregon字樣。
1857年，奧勒岡制憲會議於首府撒冷舉行，代表起草州憲法預備立州，並採用新徽章待立州後使用。會議指定班傑明·F·布爾其、拉法葉·格羅佛與詹姆斯·K·凱利設計新徽。採用哈維·戈登提案，委員會加入加拿大馬鹿的徽章。1859年2月14日奧勒岡成為美國第33州後使用，星星的數量由奧勒岡州議會從原32顆增為33顆。（明尼蘇達於1858年建州）

## 圖案

奧勒岡州州旗（正面）

當奧勒岡州州徽的存在寫入奧勒岡州憲法時，州徽的設計規定在奧勒岡州法律(ORS)第186張中。列出兩條法條關於州徽的樣式與用途。
根據ORS 186.020，州徽有「State of Oregon」、「1859」字樣的外環。內圈包含一隻白頭海鵰在盾牌上。盾牌上繪有山、加拿大馬鹿、篷車與太平洋。 在海上，英國戰艦離開而美國蒸汽船駛來， 象徵英國結束對奧勒岡郡的統治。 加拿大馬鹿象徵在州內發現的多樣動物。下部有一綑植物、犁、與鶴嘴鋤，象徵礦業與農業。橫幅上有"The Union"字樣。為繞在盾旁的33顆星象徵奧勒岡1859年建州時美國的州數。
州徽出現在奧勒岡州州旗正面。

## 腳註
1. 1 2  . Oregon Secretary of State.   [2008-02-25]. （原始内容存档于2012-07-03）.
2. ↑  Horner, John B. (1919).
3. 1 2 3  Corning, Howard M. (1989).
4. ↑  . Oregon Secretary of State.   [2016-03-07]. （原始内容存档于2012-12-27）.

## 延伸閱讀
- F.H.S., "Oregon Without a Seal of State," The Oregon Native Son [Portland], vol. 1, no. 1 (May 1899), pp. 23–27.

## 外部連結
- The Seal of the State of Oregon（页面存档备份，存于）
- Seal, State（页面存档备份，存于） from the Oregon Almanac section of the Oregon Blue Book, online edition